# Platynota restitutana
Platynota restitutana es una especie de polilla del género Platynota, tribu Sparganothini, subfamilia Tortricinae.

## Distribución
Se distribuye por República Dominicana.

## Taxonomía
Fue descrita por Walker en 1863 y publicada en List of the Specimens of Lepidopterous Insects in the Collection of the British Museum 28: 292.